# Донощик
Донос (латинський юридичний термін — denuntiatio, від denuntio — повідомляю) — неправомірне з точки зору спільноти повідомлення владі про певні порушення норм, правил, невиконання наказів тощо. Неправомірність полягає або в тому, що подібні норми, правила, накази тощо не вважаються правильними і відповідно їх порушення не засуджується, або ж справа в тому, що в подібних ситуаціях прийнято розв'язувати конфлікт на особистому рівні не звертаючись до офіційних інстанцій. Поняття донос та донощик мають в сучасній українській мові яскраво вираженні негативні конотації.
Донощик — людина що робить доноси. Не маючи достатньо дієвих офіційних засобів спостереження та контролю вчинків підлеглих влада часто заохочує доноси особливо зіштовхнувшись з груповою солідарністю. В історії не раз траплялися випадки коли доноси винагороджувалися. Оскільки доноси в таких випадках майже завжди таємні, то вимоги до їх достовірності невисокі, що відкриває широкий простір для зловживань і доносів на основі особистої ненависті. В усі часи доноси часто використовувалися для боротьби з ворогами коштом повноважних органів.

## Загальне
Формальними ознаками доносу є таємність, сторонність щодо донощика, неправдивість. Донос є таємним повідомленням, на противагу прямому звинуваченню. Так само донос як повідомлення про порушення які не стосуються донощика протиставляється скарзі яку людина пише через події які її безпосередньо стосуються. Дуже часто доноси є неправдивими і в них люди звинувачуються у тому чого не робили. Однак в узусі важливішу роль за ці формальні ознаки відіграють уявлення про допустимість подібного повідомлення. Пряме правдиве обвинувачення чи скарга постраждалого будуть розцінюватися як донос, якщо на думку спільноти людина не повинна була їх робити.
При розгляді доносу впадає в око суперечність. З одного боку донос це повідомлення про порушення правил та законів, тобто формально цілком нормальний вчинок. З іншого боку донос в українському суспільстві усіляко засуджується і ставлення до нього різко негативне. Подібна розбіжність має психологічні та історичні підстави.
В радянські часи за умов потужного репресивного апарату донос був ефективним засобом боротьби з особистими ворогами, адже варто було лише привернути до будь-якої людини увагу карних органів аби забезпечити їй значні проблеми. В ті часи дуже багато людей постраждали через доноси, в більшості своїй неправдиві й зумовлені особистою ворожнечею. В таких умовах само собою формувалося ставлення до доносу як до вчинку підлого та негідного.
Окрім того на ставлення до доносів прямо пов'язане з ототожненням спільноти та влади. Поняття доносу існує там де спільнота свідомо чи ні протиставляє себе владі, там де «ми», в яке входить донощик, протиставляються «вони» які встановлюють правила і стежать за їх виконанням. Правила, накази тощо сприймаються як нав'язані зверху і відповідно необов'язкові для виконання. Звернення ж до верхів розцінюється як зрада своїх чужим. Фактично донос прирівнюється до зради. Це ототожнення настільки сильне, що доносом іноді вважається навіть повідомлення про вчинок, який засуджується спільнотою. Люди часто згодні терпіти злочини, бо повідомлення про них робить їх зрадниками.

## В українському законодавстві
Стаття 383 кримінального кодексу України передбачає відповідальність за завідомо неправдиве повідомлення суду, прокурору, слідчому чи органу дізнання про вчинення злочину, який реально не був скоєний. Неправдивий донос є кримінальним злочином.